# San Juan Lachigalla
San Juan Lachigalla es una localidad del estado mexicano de Oaxaca. Es cabecera del municipio de San Juan Lachigalla.

## Demografía
| Censo | Población |
| ----- | --------- |
| 1900  | 930       |
| 1910  | 1002      |
| 1921  | 456       |
| 1930  | 505       |
| 1940  | 460       |
| 1950  | 526       |
| 1960  | 697       |
| 1970  | 743       |
| 1980  | 716       |
| 1990  | 867       |
| 1995  | 827       |
| 2000  | 908       |
| 2005  | 958       |
| 2010  | 1077      |
| 2020  | 1229      |